# Mausoléu de Lucílio Peto

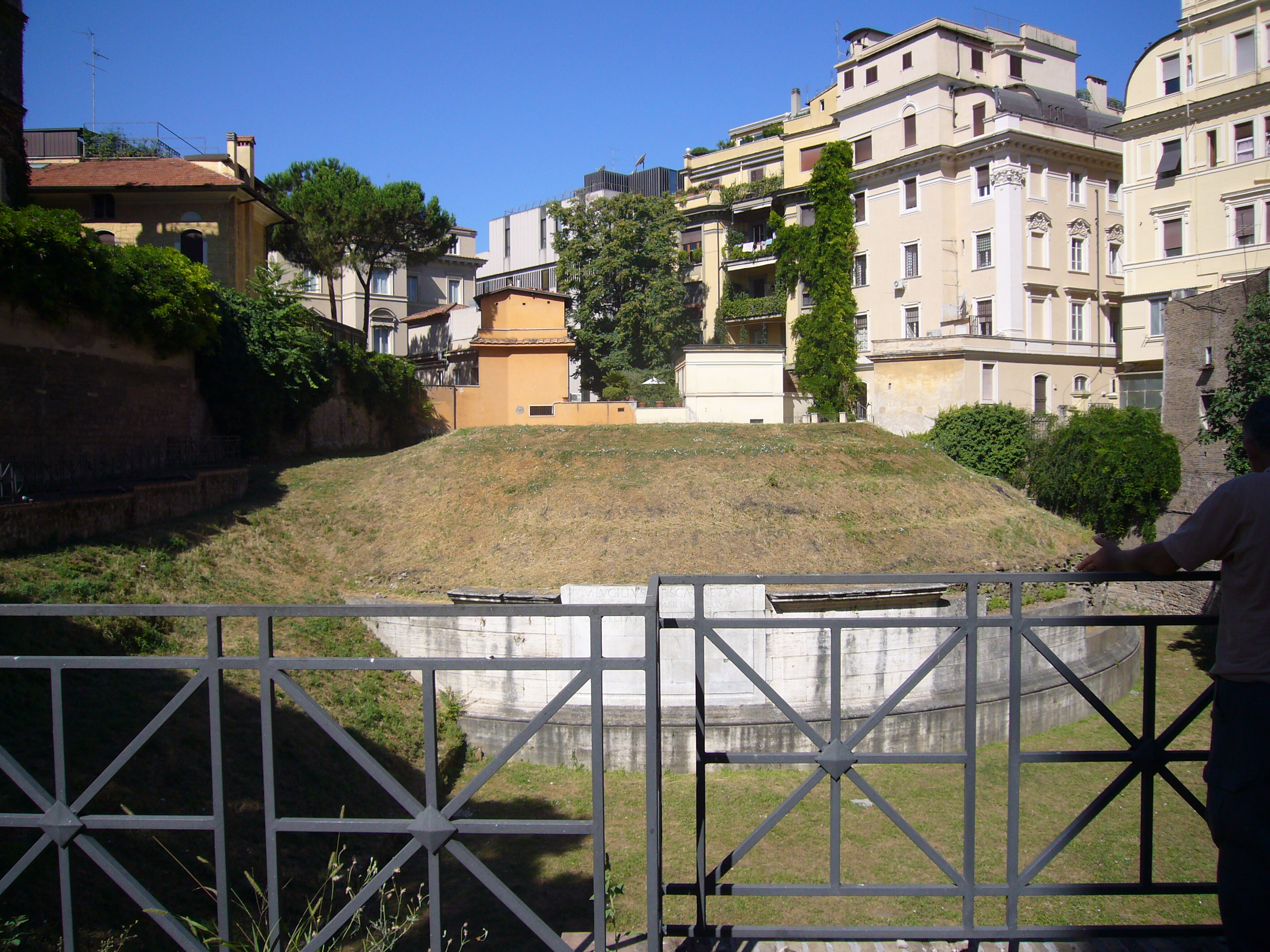
Vista do mausoléu a partir da Via Salaria.

Mausoléu de Lucílio Peto (em latim: Mausoleum Lucilius Paetus; em italiano:  Mausoleo di Lucilio Peto) é um antigo mausoléu romano localizado no número 125 da Via Salaria, no quartiere Pinciano de Roma, no cruzamento com a Via Basento. 

## História
O mausoléu foi descoberto em 1885 na vinha de Cesare Bertone, que ficava na margem oeste da Via Salaria, já fora da Muralha Aureliana, e é o mais importante de todos os sepulcros descobertos entre a Via Salaria e a Via Pinciana. O piso original está localizado a 7 metros do nível atual da rua, um nível no qual foi descoberta também uma parede em blocos de tufo que provavelmente era a parte da frente do monumento funerário na Via Salaria. É provável que houvesse outras sepulturas de libertos da gente Lucília nas imediações, pois ali foram descobertas muitas inscrições. Infelizmente, os dados de escavação não incluem elementos necessários para entender a relação entre a estrutura (que remonta ao século I a.C.) e a fase de amplo uso do cemitério durante a era imperial (séculos I e III d.C.). Os últimos estudos confiáveis no local da década de 1940 e as avaliações de Montanari são focadas na época de sua reutilização em períodos posteriores.

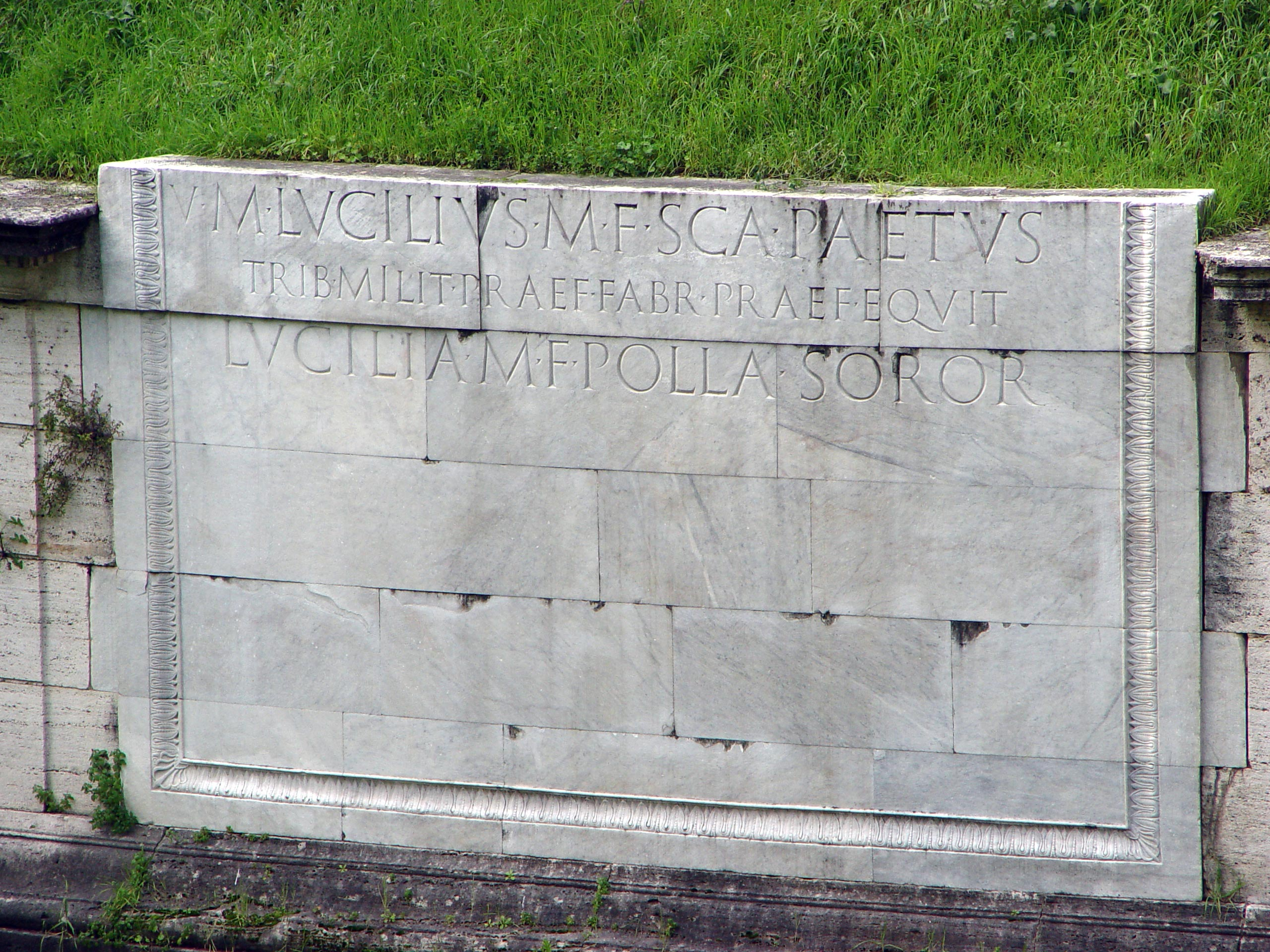
Vista da inscrição principal. O espaço vazio permite inferir que esperava-se que novos enterros ocorressem no local.

Seja como for, o túmulo é relevante para a tipologia dos mausoléus e é constituído por um baixo tambor com diâmetro de 35,60 metros e cerca de 5 metros de altura sobre o qual estava um cone de terra ainda hoje parcialmente preservado. A altura total era de cerca de 16 metros. No centro do túmulo ficava a câmara sepulcral no formato de uma cruz grega à qual se acedia através de uma profunda passagem de entrada (em latim: dromos) no lado oposto ao da Via Salaria.
A estrutura apresenta uma parede de cimento contínua (cercada por blocos de tufo) e revestida com grossas lajes de travertino. O plinto se projeta em 2 fileiras encimadas por uma cornija, acima da qual um friso central é composto por quatro fileiras de lajes que imitam perfeitamente a opera quadrata: o tambor termina em uma cornija com dentículos.
Na fachada de frente para a Via Salaria, no opus quadratum de travertino, está a inscrição em elementos marmóreos do proprietário do túmulo em caracteres extremamente bem trabalhados e com palmetas angulares: 
| “ | "V(ivus). M(arcus) Lucilius M(arci) f(ilius), Sca(ptia tibu), Paetus, trib(unus) milit(um), praef(ectus) fabr(ium), praef(ectus) equit(um). Lucilia M(arci) f(ilia) Polla, soror" "Marco Lucílio, filho de Marco Peto, da tribo Scaptia, tribuno militar, prefeito dos ferreiros [fabrium], prefeito dos cavaleiros [fez] em vida para si e para sua irmã Lucília Pola, filha de Márcia" | ” |

.
Provavelmente existia também um portal, do qual nada restou, de acesso à passagem (dromos) coberta por uma abóbada de berço; a cela, por outro lado, era coberta por uma abóbada de berço aberta numa luneta; os vãos são feitos com um cimento fundido com fortes irregularidades e simplesmente rebocados. Conservou-se um leito fúnebre em cantaria na parede norte da cela, mas é uma adição tardia, mas com as pernas, que originalmente o sustentavam, faltando. 
Por sua tipologia, o mausoléu se enquadra numa data do final do período republicano ou do início do período imperial e a forma achatada do tambor parece lembrar os túmulos etruscos, ligeiramente arcaica; a inscrição não permite uma datação muito precisa e o tal Lucílio Peto não é conhecido por outras fontes. Porém, a posição elevada da inscrição permite acreditar que o friso provavelmente estivesse destinado a receber outros títulos.
O túmulo acabou enterrado por causa da elevação do nível da rua que Rodolfo Lanciani atribuiu à terra proveniente da escavação para construção do Mercado de Trajano entre 97 e 117. Ele próprio escreveu também que provavelmente no século II o túmulo estava enterrado até o topo porque nele estavam encostados hipogeus de tijolos, entre os quais um columbário ao lado da inscrição e um sepulcro do final do século I no fundo. No século IV, a estrutura foi reutilizada, o que resultou na construção de uma escada de acesso à passagem da entrada (dromos) e de uma verdadeira catacumba no interior; parte dos lóculos escavados nessa galeria foram escavados nas fundações da passagem e parte na encosta de tufo. Eles foram encontrados ou adulterados ou fechados por tijolos simples sem registro; são cerca de 80 sepulturas, metade das quais de crianças.
Ao longo da margem superior de um lóculo, os últimos estudos de Montanari recuperaram uma longa inscrição, com cerca de dois metros, preservada logo de início cujo formato simples é típico do ambiente das catacumbas do século IV. Quanto às atribuições dos sepultamentos mais tardios, eles parecem pertencer a um núcleo familiar ou a um colégio de alguma religião pagã, uma hipótese reforçada por suas condições humildes e pela característica formulaica da inscrição acima dos nichos. Porém, a reutilização ocorreu por um curto período de tempo, como revelaram as escavações.